# Mathias de Wachter
Mathias de Wachter (28 maart 1979) is een Belgische schaker. Hij is sinds 2007 een FIDE Meester (FM). 
In 2015 eindigde hij met 6.5 pt. uit 9 als vierde in de A-groep van het internationale schaaktoernooi van het Griekse eiland Ikaria; de Hongaarse GM Peter Prohaszka won het toernooi met een 100% score. 
In 2018 was hij ingepland als lid van het Belgische team dat deelnam aan de Schaakolympiade, maar moest afzeggen.
In 2021 won hij met 5.5 pt. uit 7 de A-groep van het online schaaktoernooi dat werd georganiseerd door De Belgische Online Schaakclub (OKS, "Online Klassiek Schaken") en werd gehouden van 30 april tot 18 juni.